# Nissan Pathfinder
Nissan Pathfinder – samochód osobowy należący do segmentu SUV (I generacja - kompaktowy SUV, II i III - średniej wielkości) produkowany przez japońską firmę Nissan od roku 1986. Gabarytowo plasuje się w gamie modeli producenta pomiędzy Murano a Armadą i Patrolem, cenowo zaś między Xterrą a Murano. Został wprowadzony na rynek jako następca modelu Bushmaster i konkurent dla Toyoty 4Runner.
Pierwsza generacja produkowana była w latach 1986-1995. Pod nazwą Pathfinder model rozprowadzany był wyłącznie na terenie Ameryki Północnej, w Europie znany był jako Nissan Terrano. Samochód występował w 2- i 4-drzwiowej wersji nadwozia. Moc przenoszona mogła być na oś tylną lub na obie osie. Do napędu służyły benzynowe silniki R4 (2,4 l) i V6 (3,0 l) oraz wysokoprężny motor R4 2.7 (wolnossący jak i turbodoładowany). Mogły zostać one połączone z 3- lub 4-biegową automatyczną bądź 5-biegową manualną skrzynią biegów.
Druga generacja pojawiła się na rynku w roku 1996. Charakteryzowała się bardziej zaokrąglonymi kształtami nadwozia. Zwiększone zostały gabaryty nadwozia, przez co samochód został sklasyfikowany w segmencie średniej wielkości SUV-ów, rolę reprezentanta kompaktów przejął model Xterra. Dostępna była jedynie wersja 4-drzwiowa. Do napędu służyły benzynowe silniki V6 o pojemności 3,3 i 3,5 l oraz turbodoładowane diesle (R4 2.7, 3.0, 3.2). Dostępne przekładnie to 4-biegowy automat oraz 5-biegowa skrzynia manualna.

## Nissan Pathfinder III R51 (od 2005)
Trzecia generacja produkowana jest od 2005 roku. Oparta została na płycie podłogowej Nissan F-Platform. Do napędu użyto benzynowych jednostek V6 4.0 i V8 5.6 oraz wysokoprężnych R4 2.5 i V6 3.0. Moment obrotowy przenoszony był na napędzaną oś poprzez 5-biegową automatyczną (od 2011 roku również 7-biegową automatyczną) bądź 6-biegową manualną skrzynię biegów.

## Galeria

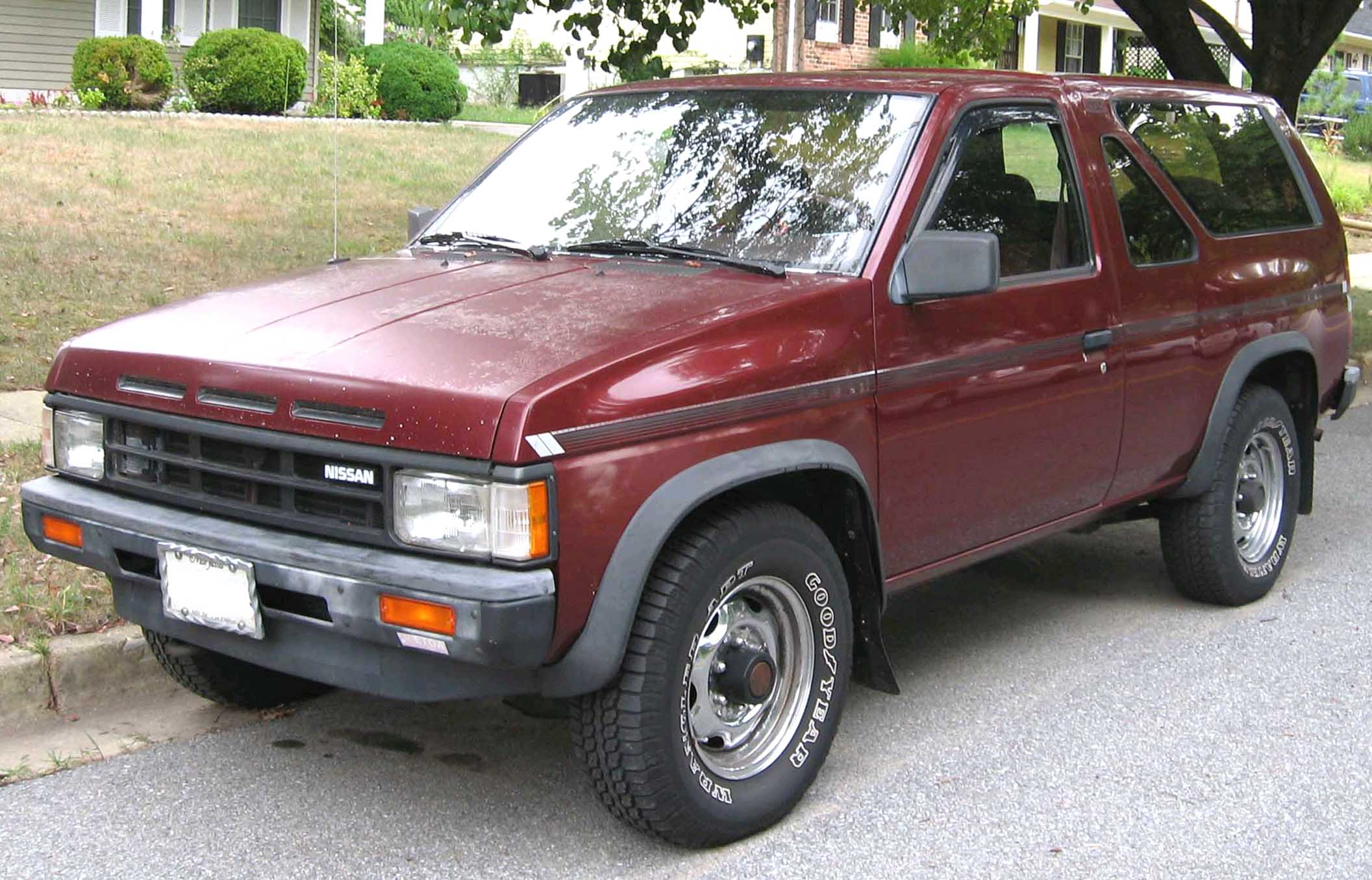
'86-'89 Pathfinder I (wersja 2-drzwiowa)
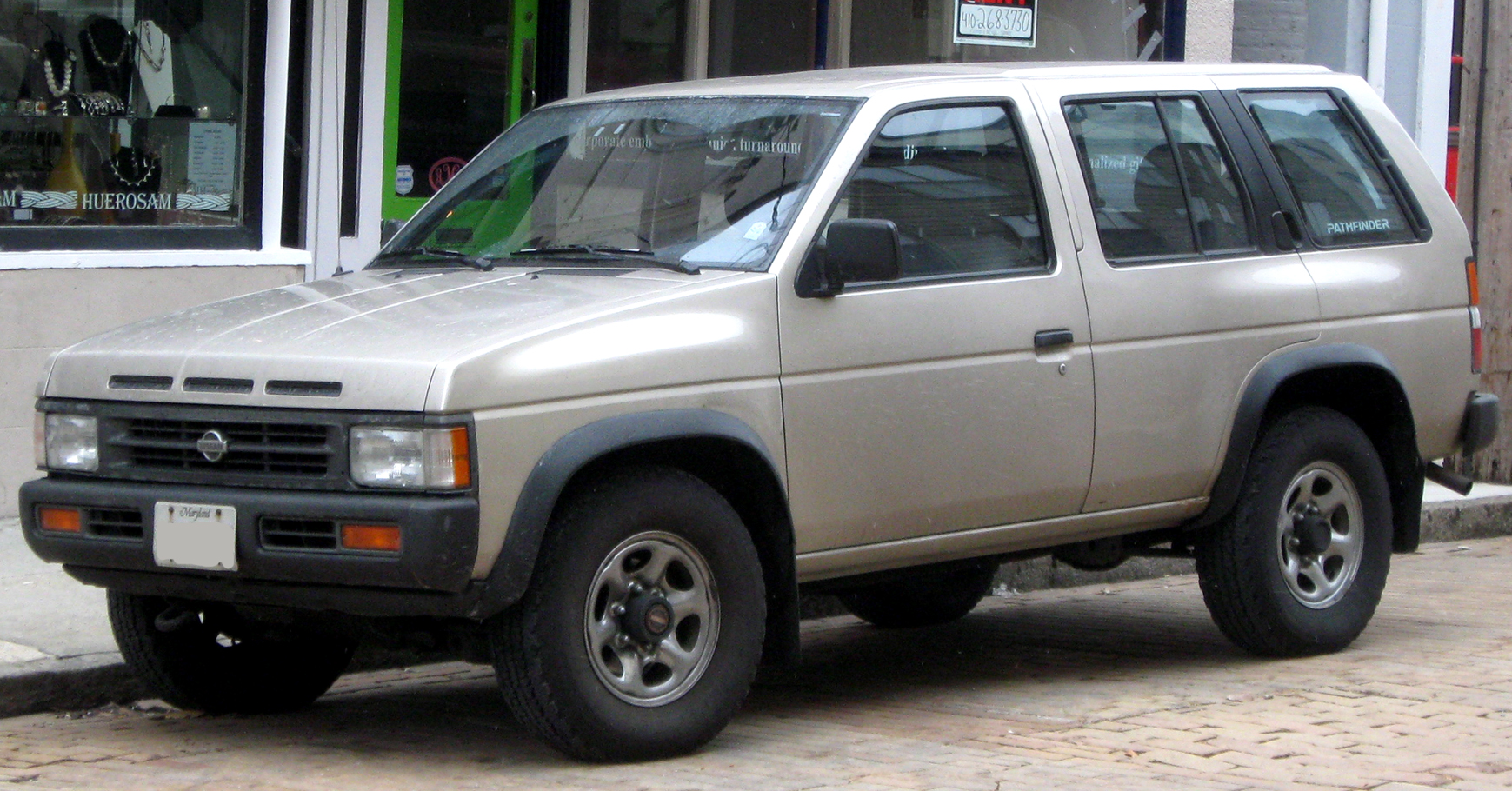
'93-'95 Pathfinder I (wersja 4-drzwiowa)
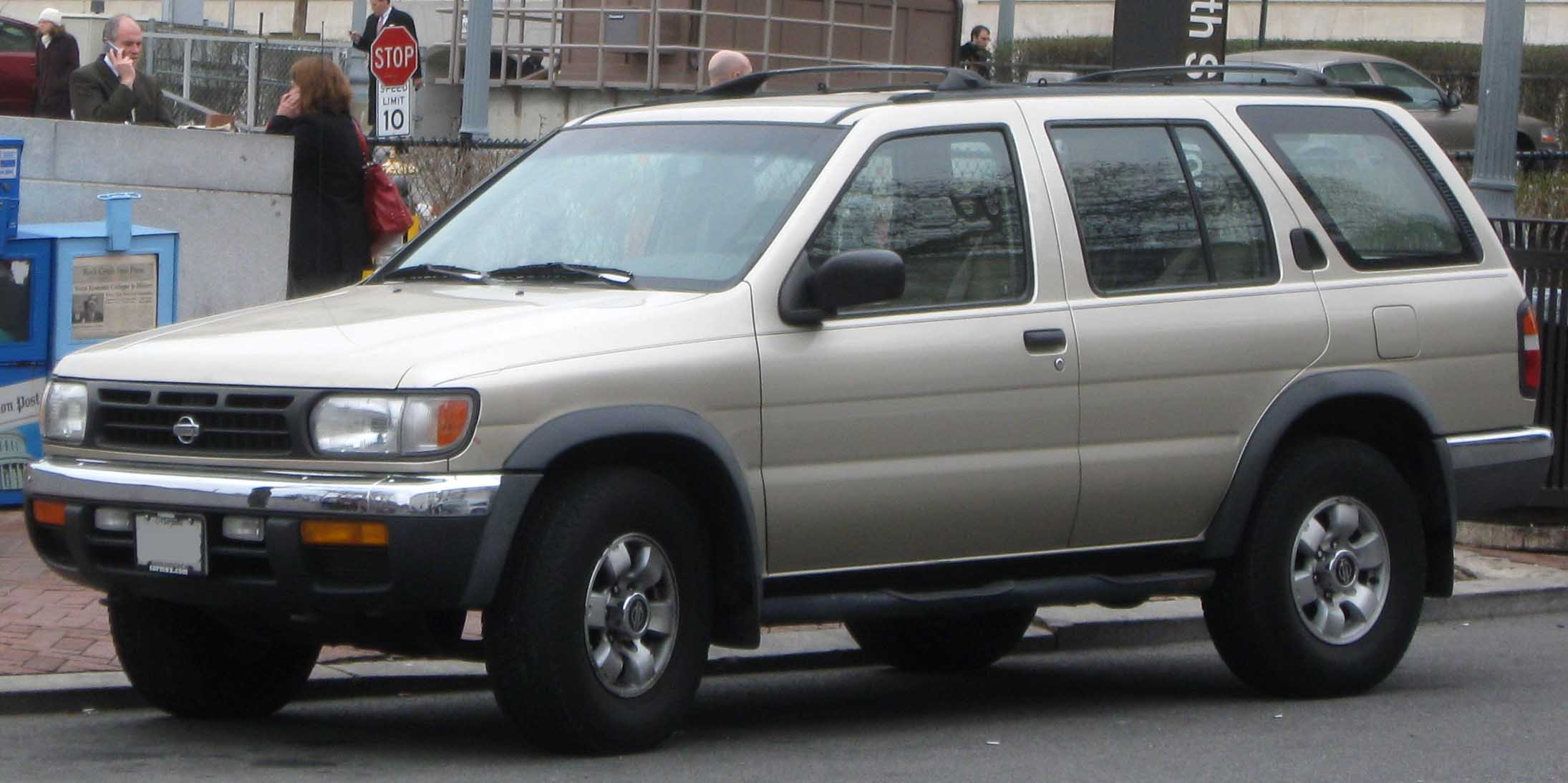
'96-'99 Pathfinder II
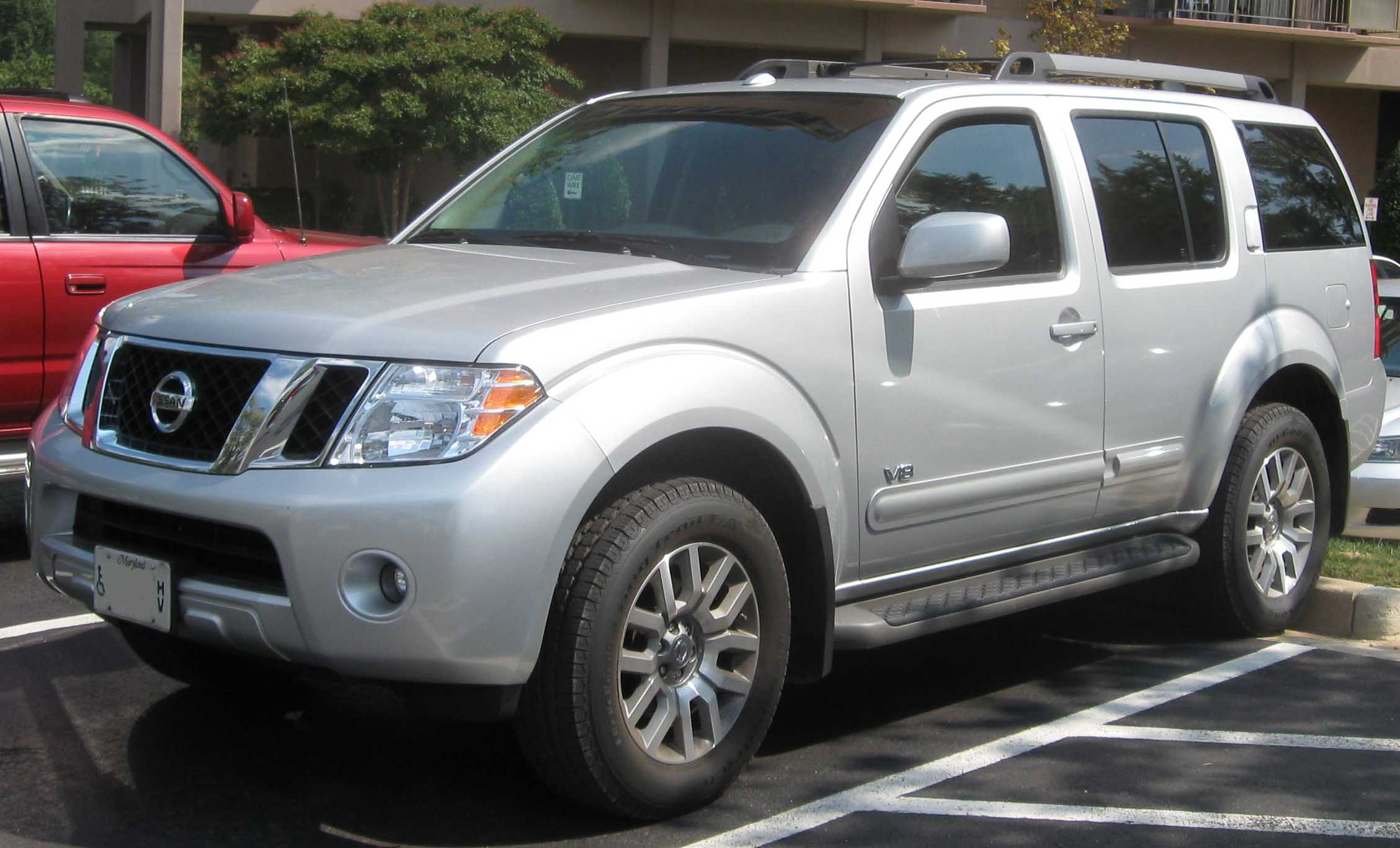
'08 Pathfinder III
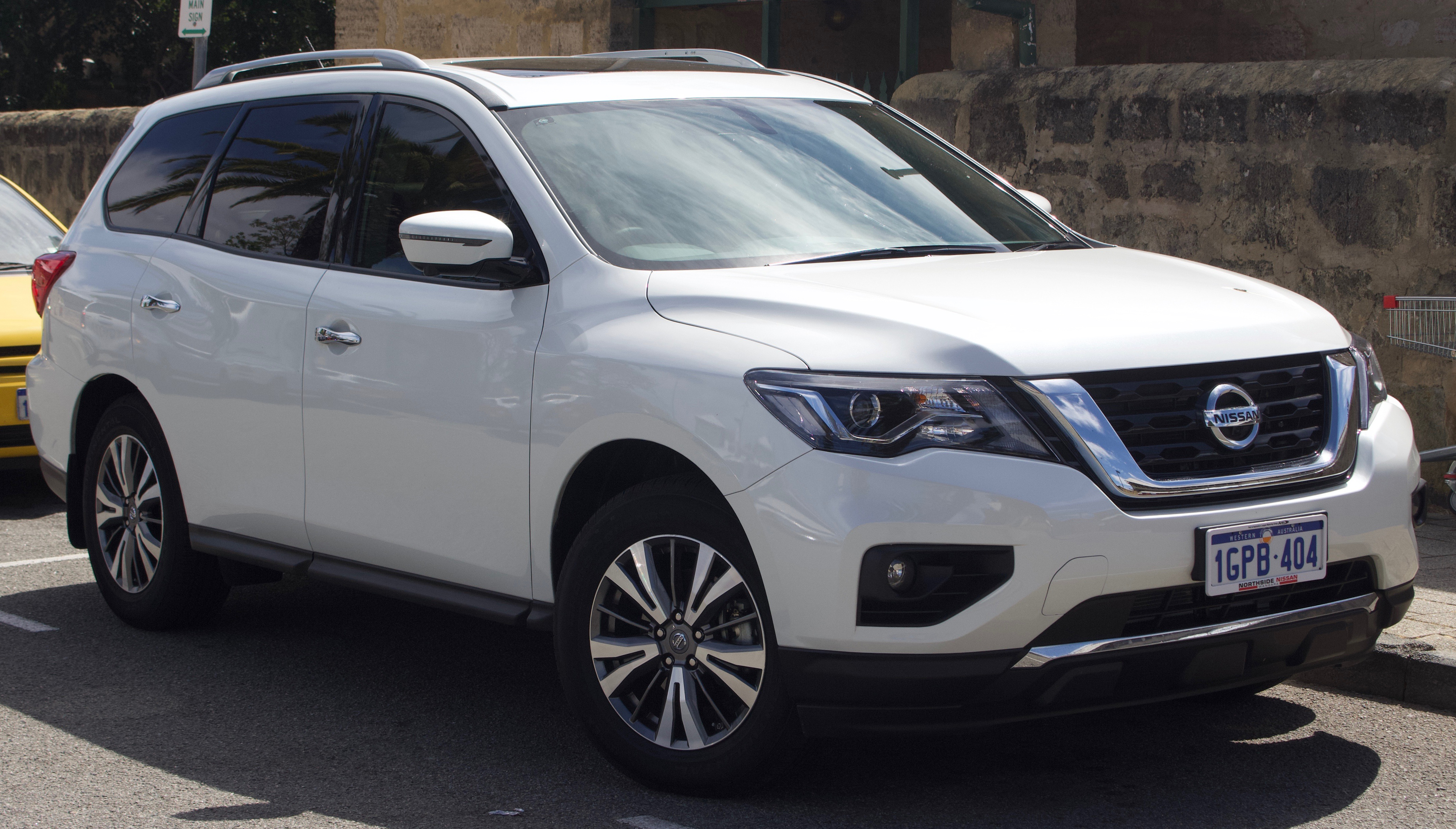
2017 Nissan Pathfinder